# Мизано ди Джера д'Ада
Миза̀но ди Джѐра д'А̀да (на италиански: Misano di Gera d'Adda; на ломбардски: Misà, Миза) е малкло градче и община в Северна Италия, провинция Бергамо, регион Ломбардия. Разположено е на 104 m надморска височина. Населението на общината е 2943 души (към 2017 г.).